# شمس أباد (باسخن)
شمس أباد (بالفارسية: شمس‌آباد) هي قرية تقع في إيران في البلدة المركزية. يقدر عدد سكانها بـ 607 نسمة .